# Tranvía de Dijon
El Tranvía de Dijon (francés: Tramway de Dijon) es un sistema de tranvía inaugurado en septiembre de 2012 en Dijon, Francia. El tranvía consta de dos líneas que suman 20 kilómetros  de longitud y dan servicio a 37 estaciones.
El tranvía se diseñó teniendo en cuenta los requisitos existentes de la población que viaja diariamente al trabajo, reconociendo a los estudiantes y a la población trabajadora como su grupo demográfico objetivo. Fue construido en el marco de un contrato de asociación público-privada (APP) de 176 millones de euros entre la autoridad urbana de Grand Dijon y Cofely Ineo, formado el 1 de julio de 2010. Se adquirió un total de 33 tranvías Citadis mediante un pedido por lotes estandarizado del fabricante francés de material rodante Alstom Transport para su uso en la nueva red. Las obras de construcción del tranvía comenzaron durante los meses siguientes. La fase de construcción se completó dentro del presupuesto asignado y seis meses antes del cronograma establecido.
El 3 de septiembre de 2012, la Línea T1 fue la primera en abrirse, tiene 8,5 kilómetros de largo y 16 estaciones que van desde la estación de tren de Dijon hasta Quetigny. Dos meses después de su apertura, la línea T1 transportó una media de 36.000 pasajeros por día durante sus dos primeros meses de servicio, 6.000 más de lo que incluso las previsiones más altas habían proyectado. La línea T2 se inauguró en diciembre de 2012, es una línea con 21 estaciones que discurre entre Valmy y Chenôve. El desempeño positivo de la red se debe a la expansión de la actividad comercial a lo largo de las nuevas rutas de tranvía, particularmente en la Place de la République.

## Historia

### Antecedentes
Anteriormente, en Dijon existía una red de tranvías a partir de 1895 que comprendía hasta 6 líneas. Al igual que en muchas ciudades francesas, este tranvía fue sustituido progresivamente por los autobuses después de la Segunda Guerra Mundial, hasta que la última línea desapareció en 1961.

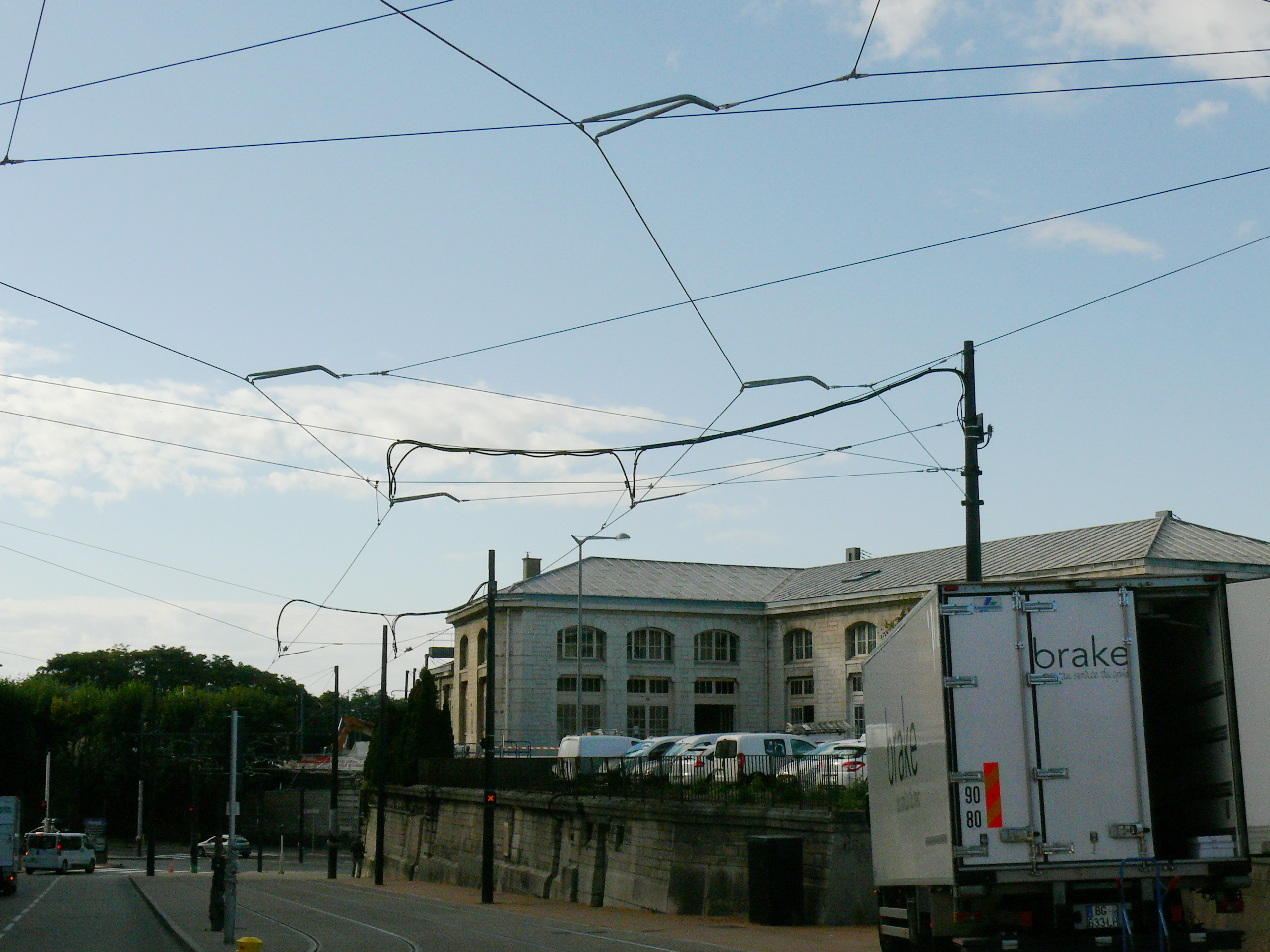
Nueva catenaria del tranvía.

El nuevo tranvía de Dijon se desarrolló para satisfacer las necesidades de viaje de la población del Gran Dijon; Según se informa, los planificadores urbanos habían puesto especial énfasis en que la red fuera adecuada para el uso de los empleados de las empresas clave de la ciudad, así como de los estudiantes.
El proyecto para construir la línea fue un elemento importante de un programa regional más amplio destinado a desarrollar nueva infraestructura que poseyera atributos ambientales positivos. Para permitir que el tranvía minimice mejor el nivel de tráfico rodado en toda la ciudad, se establecieron numerosas instalaciones de aparcamiento junto a varias estaciones de tranvía; También se han aplicado otras medidas, como la prohibición de la circulación de automóviles en determinadas carreteras específicas.
El tranvía de Dijon se compone de un par de líneas separadas, designadas simplemente como Línea T1 y Línea T2; el primero tiene una longitud de 8,5 km y el segundo 11,5 km de largo. Los tranvías fueron diseñados intencionalmente para atravesar muchas de las principales zonas comerciales de Dijon. Para fomentar el uso de la nueva red, las estaciones que se construyeron a lo largo de cualquiera de las líneas tienen un área de captura adyacente acumulativa (dentro de 0,5 kilómetros) que contenía 76.000 personas; de ellos, 38.000 han sido clasificados como estudiantes, un grupo demográfico que históricamente ha dependido del transporte público para desplazarse.

### Contratistas y financiación
El 1 de julio de 2010, se anunció que se había firmado un acuerdo de asociación público-privada (APP) entre la autoridad urbana de Grand Dijon y Cofely Ineo para facilitar la construcción del tranvía de Dijon, el primer acuerdo de este tipo que se utiliza en Francia. Como parte de este acuerdo, Cofely Ineo recibió 176 millones de euros para encargarse del diseño del tranvía y la construcción de sus sistemas eléctricos, así como la prestación de servicios de mantenimiento tanto de los equipos eléctricos como de los sistemas de mando durante los primeros 26 años de funcionamiento. Además, el fabricante francés de material rodante Alstom Transport obtuvo el contrato para el suministro de 33 tranvías para la red.
La construcción del tranvía requirió una inversión total de aproximadamente 550 millones de dólares. El Banco Europeo de Inversiones (BEI) fue una fuente clave de financiación para la iniciativa y aportó aproximadamente 200 millones de euros (262 millones de dólares) para su construcción. En concreto, la financiación del BEI se asignó a la construcción de las dos líneas de tranvía, a la adquisición de los propios vehículos de tranvía, así como a la construcción de un par de instalaciones de paseo y aparcamiento. La financiación adicional para la construcción del tranvía provino de una combinación de subvenciones de los gobiernos nacional y regional, por un total de 112 millones de euros, así como 100 millones de euros en préstamos de la institución financiera del sector público Caisse des dépôts et consignations. Tras su finalización, el tranvía pasó a ser operado por el grupo de transporte francés de propiedad privada Keolis.

### Lanzamiento

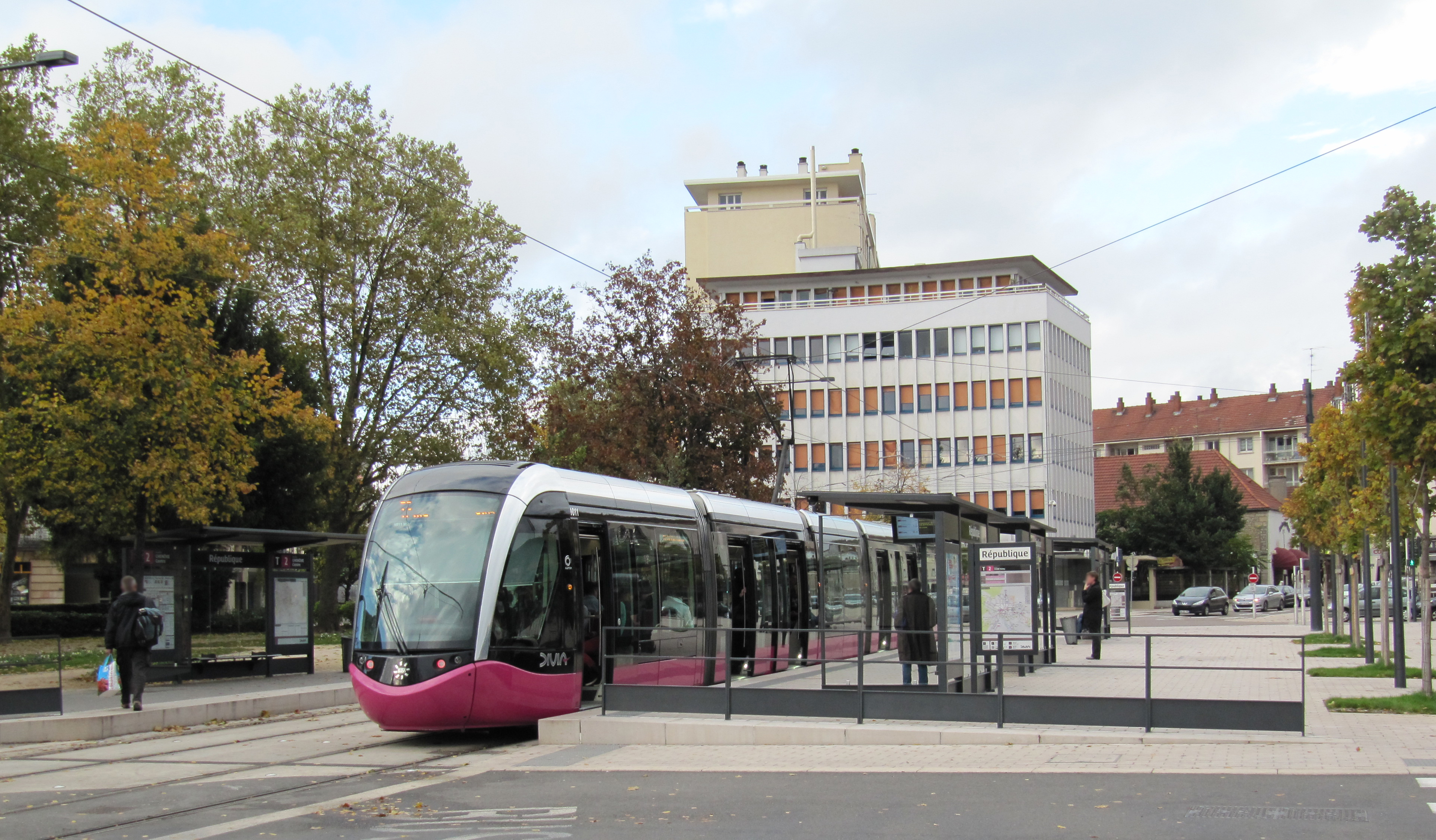
Tren en la estación Republique.

El 1 de septiembre de 2012 se inauguró la línea inicial del tranvía de Dijon, T1; El inicio de las operaciones de ingresos en la red comenzó dos días después. Según el director del proyecto, Egis Rail, la apertura de la línea se logró seis meses antes de lo previsto, manteniendo al mismo tiempo el presupuesto establecido. Meses después, la T2, segunda línea del tranvía, inició sus servicios de ingresos durante diciembre de 2012. Estas dos líneas cubren una distancia combinada de 20 km y cuentan con un total de 37 estaciones a lo largo de sus rutas. En reconocimiento a su diseño medioambiental positivo, el tranvía de Dijon recibió el premio al mejor proyecto medioambiental de 2012.
Según se informa, ha habido un crecimiento en la actividad comercial dentro de la ciudad desde la llegada de las líneas de tranvía. Se ha afirmado que la Place de la République, que es el punto donde convergen la T1 y la T2, se está convirtiendo progresivamente en el nuevo centro de Dijon. Se ha observado que desde su finalización se han establecido varios restaurantes nuevos y otros negocios comerciales muy cerca de las líneas de tranvía.

## Material rodante
El tranvía de Dijon funciona con una flota de 33 Alstom Citadis construidos por Alstom, que eran vehículos de nueva construcción fabricados con el fin de proporcionar el máximo confort a los pasajeros.

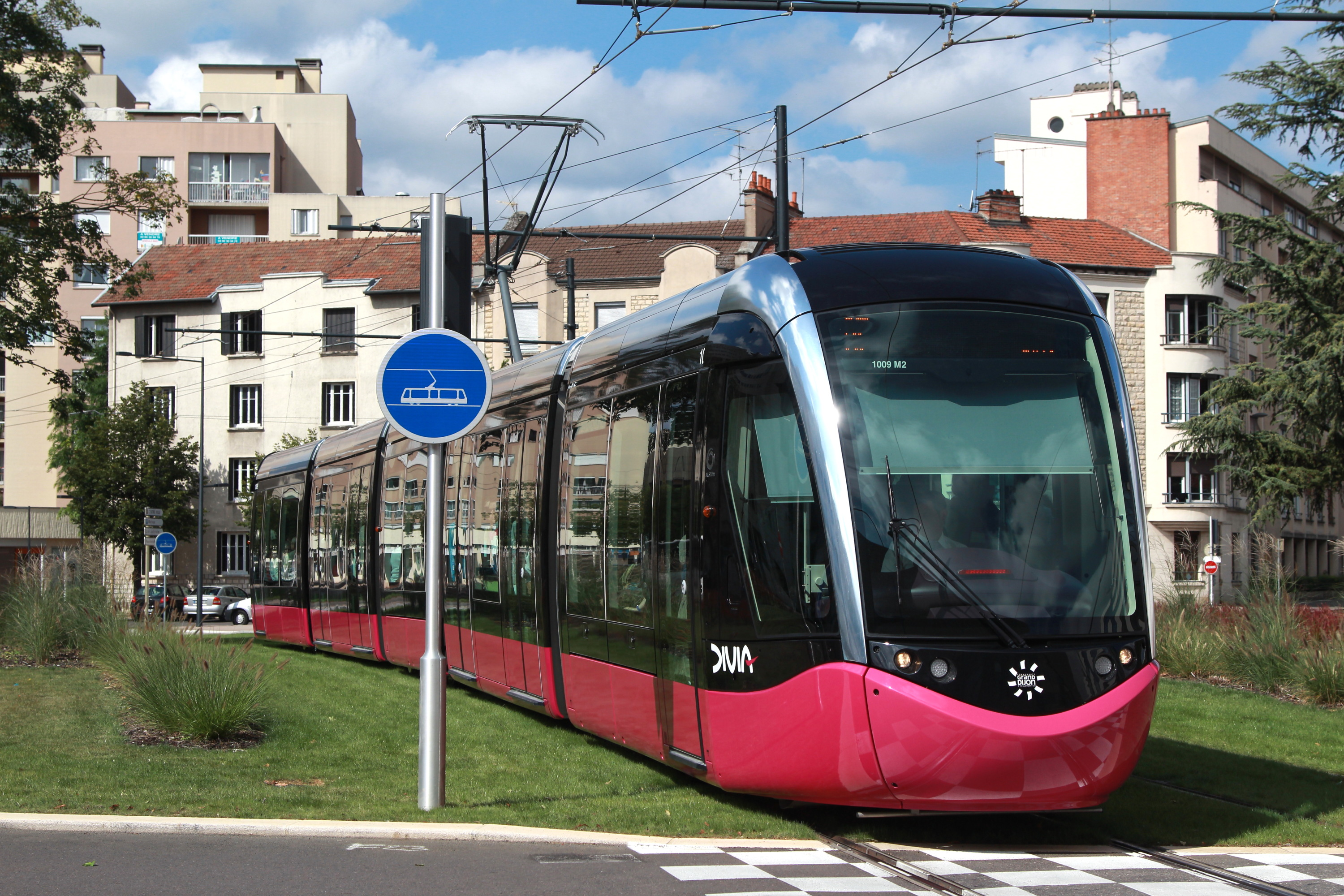
Una Alstom Citadis corriendo en vías verdes.

Los tranvías cuentan con pisos bajos integrales que proporcionan embarque sin escalones, circuito cerrado de televisión (CCTV) por razones de seguridad y sistemas integrados de información al pasajero. Cada vehículo tiene una longitud de 33 metros, tiene capacidad para más de 200 pasajeros y está diseñado para alcanzar una velocidad máxima de 70 km/h. Estos vehículos se adquirieron en el marco de una adquisición conjunta con el tranvía de Brest, que inauguraba su propia red al mismo tiempo que Dijon; La municipalidad de Dijon ha afirmado que el esfuerzo conjunto de adquisiciones generó economías de escala del 25 por ciento.
El diseño de los tranvías Citadis se desarrolló para ofrecer diversas cualidades respetuosas con el medio ambiente. Operacionalmente, está diseñado para emitir un bajo nivel de ruido durante el viaje; Según se informa, este nivel de ruido es cinco decibeles más bajo que el de un vehículo de carretera medio. El consumo de energía de cada tranvía es sólo una décima parte del de un autobús contemporáneo; como tal, se ha afirmado que los niveles de emisión de gases de efecto invernadero son sustancialmente más bajos que los de los automóviles.